# Beeston Regis
Beeston Regis – miasto portowe w Wielkiej Brytanii, w Anglii, w regionie East of England, w hrabstwie Norfolk. W 2001 r. miasto to zamieszkiwało 1091 osób.